# João Ribeiro Butiam Có
João Ribeiro Butiam Có é um sociólogo guineense. Foi Ministro dos Negócios Estrangeiros da Cooperação e das Comunidades no governo de inclusão de Aristides Gomes em 2018.
Butiam Có é investigador sénior do Instituto Nacional de Estudos e Pesquisa (INEP) e diplomata de carreira, além de ser poliglota. 
Desde Janeiro de 2021, Embaixador Extraordinário e Plenipotenciário da Guiné-Bissau na República Federal da Nigéria e Representante Permanente junto  à Comissão da CEDEAO.  

## Biografia
Licenciou-se em sociologia, em 1999, pela Universidade de Évora, com mestrado (2003) e doutorado (2007) em sociologia económica e das organizações pelo Instituto Superior de Economia e Gestão da Universidade Técnica de Lisboa em 2012.
Atuou como docente universitário e coordenador do curso de sociologia e do departamento de ciências sociais e humanas da Universidade Amílcar Cabral entre 2005 e 2008. Foi diretor-geral do Instituto Nacional de Estudos e Pesquisa (INEP) entre 2012 e 2015. 
Desempenhou a função do oficial de ligação e coordenador do Mecanismo de Alerta Precoce, Prevenção de Conflitos e Segurança Humana da Comunidade Económica dos Estados da África Ocidental (CEDEAO) na Guiné-Bissau. Foi Ministro dos Negócios Estrangeiros, da Cooperação Internacional e das Comunidades, no executivo de Aristides Gomes, entre 2018 a 2019.

## Publicações
- Le débordement du conflit de Casamance en Guinée-Bissau: La question des réfugiés - IN conflit et paix en casamance - dynamiques locales et transfrontalières, p : 76-89 –, Edition Gorée Institute, Ile de Gorée, Sénégal (2015);
- Facilitation of intra-régional labor migration in the ECOWAS region: the case of Guinea-Bissau – ACP Observatory on Migration, Brussels (2013);
- Dinâmica do Movimento Feminino na Guiné-Bissau - Conselho para o Desenvolvimento da Pesquisa em Ciências Sociais em África (CODESRIA),UNESCO/BREDA, Dakar (2012);
- Migração e desenvolvimento na Guiné-Bissau: as experiências e controvérsias dos atores envolvidos no processo - Revista ULAP - Revista Internacional em Português, Série III, no 24, 2011, p. 131-143 (2012);
- Representação e confinamento de estruturas sociais na Guiné-Bissau: uma abordagem de conflitos e consensos - Working Paper, n. o 11/2010, SOCIUS - Centro de Investigação em Sociologia Económica e das Organizações,- ISEG/UTL (2010);
- Teorias e dinâmica da migração internacional: algumas experiências africanas de fuga e circulação de cérebros - Working Paper, n. o 2/2009 - SOCIUS, Centro de Investigação em Sociologia Económica e das Organizações, ISEG / UTL, Lisboa (2009);
- A diáspora guineense qualificada, uma rede periférica no desenvolvimento do país de origem - Working Paper, n. o 8/2009 - SOCIUS, Centro de Investigação em Sociologia Económica e das Organizações, ISEG/UTL, Lisboa (2009);
- Os limites da racionalidade migratória guineense: redes, capital social e determinantes socioculturais na dinâmica migratória contemporânea - Working Paper, n. 4/2007 - SOCIUS, Centro de Investigação em Sociologia Económica e das Organizações, ISEG/UTL, Lisboa (2007);
- A aquisição de capital social e a formação de estruturas sociais na Guiné-Bissau: uma abordagem para a percepção de conflitos sociais -, Working Paper, n ° 06/2006 - SOCIUS, Centro de Investigação em Sociologia Económica e das Organizações, ISEG/UTL, Lisboa (2006);
- Les associations de communautés d'immigrés au Portugal et leur participation dans le développement du pays d'origine: le cas de la Guinée - Publié dans le livre «Europe des migrations, Développement de l'Europe» - p 197: 208, Editions Karthala - Institut Panos Paris. France – Paris (2004).